# 勝又康介
勝又 康介（かつまた こうすけ）は、日本の声楽家、オペラ歌手。藤原歌劇団団員。

## 経歴
洗足学園音楽大学を首席で卒業し、同大学院声楽科を修了した。学内声楽コンクール1位受賞。2012年大阪国際コンクールエスポワール賞受賞。 
2016年より2017年までイタリア・シチリア州に留学した。留学時にLucio StefanoD'Agata国際コンクールで1位を獲得し、2017年５月にはVincenzo Bellini国際コンクールで入賞した。またEtna Opera Festaにて『椿姫』のガストン役を演じた。ジュゼッペ・コスタンツォ、牧野正人、中島基晴に師事した。 

## オペラ出演
- 「友人フリッツ」（フリッツ 役）
- 「愛の妙薬」（ネモリーノ 役）
- 「コシ・ファントゥッテ」（フェランド 役）
- 「ボエーム」（ロドルフォ 役）
- 「ランメルモールのルチア」（エドガルド・アルトゥーロ 役）
- 「リタ」（ベッペ 役）
- 「ジャンニスキッキ」（リヌッチョ・ゲラルド 役）
- 「椿姫」（ガストン 役）
- 「カヴァレリア・ルスティカーナ」（トゥリッドゥ 役）
- 「魔笛」（タミーノ 役）
- 「静と義経」（和田義盛 役）